# Преображенне
Преображе́нне — село в Україні, у Сватівському районі Луганської області. Населення становить 906 осіб. Орган місцевого самоврядування — Преображенська сільська рада.

## Географія
Село розташоване за 180 км від обласного центру та за 15 км від районного центру м. Сватове. Найближча залізнична станція — Сватове, за 18 км. В межах села річка Кобилка впадає в річку Красну.

## Історія
Засноване село у другій половині XVII століття. На землях с. Преображенне є печери, які, за попередніми висновками спеціалістів, були викопані ще в середині XVII століття як скитський печерний монастир.
Село постраждало внаслідок геноциду українського народу, вчиненого урядом СССР у 1932—1933 роках, кількість встановлених жертв — 245 людей.
У роки Другої світової війни на фронт вирушило 346 мешканців села, 309 фронтовиків нагороджені орденами та медалями, 246 — загинули смертю хоробрих. Їхні імена викарбувані на обеліску Слави. Також у селі є пам'ятник воїнам, які загинули в боях за визволення села від німецько-фашистських військ.
На будівлі школи встановлено меморіальну дошку Чистенку Іванові Сергійовичу, який нагороджений чотирма медалями «За відвагу».
За високі виробничі досягнення мешканці села свинарці Цвітенко Парасковії Семенівні було присвоєне у 1958 році звання Героя Соціалістичної Праці.

## Населення

### Мова
Розподіл населення за рідною мовою за даними перепису 2001 року:
| Мова            | Кількість | Відсоток |
| --------------- | --------- | -------- |
| українська      | 855       | 94.37%   |
| російська       | 40        | 4.42%    |
| вірменська      | 7         | 0.77%    |
| угорська        | 1         | 0.11%    |
| інші/не вказали | 3         | 0.33%    |
| Усього          | 906       | 100%     |

## Інфраструктура
На території села працюють сільськогосподарські підприємства: селянське фермерське господарство «Зоряне», фермерські господарства «Адоніс-Агро», «ХАБА», «Цілинне».
У селі функціонують загальноосвітня школа I—III ступенів, ДНЗ «Струмочок», Будинок культури, фельдшерсько-акушерський пункт, відділення поштового зв'язку, магазини.